# Sahyadrimetrus barberi
Pour les articles homonymes, voir Barberi.
Espèce
Synonymes
- Palamnaeus barberi Pocock, 1900
- Heterometrus barberi (Pocock, 1900)

Sahyadrimetrus barberi est une espèce de scorpions de la famille des Scorpionidae.

## Distribution
Cette espèce est endémique d'Inde. Elle se rencontre au Tamil Nadu et au Kerala.

## Description
La femelle holotype mesure 124 mm.
La femelle décrite par Kovařík en 2004 mesure 124 mm.

## Systématique et taxinomie
Cette espèce a été décrite sous le protonyme Palamnaeus barberi par Pocock en 1900. Elle est placée dans le genre Heterometrus par Takashima en 1945 puis dans le genre Sahyadrimetrus par Prendini et Loria en 2020.

## Étymologie
Cette espèce est nommée en l'honneur de Barber.

## Publication originale
- Pocock, 1900 : « Arachnida. » The fauna of British India, including Ceylon and Burma, London, Taylor and Francis, p. 1-279 (texte intégral).